# إيرينيو
بلدية إيرينيو (بالإسبانية: Ereño) هي بلدية تقع في مقاطعة بيسكاي, التي تقع في منطقة الباسك شمالي إسبانيا.

## وصلات خارجية
- (بالإسبانية)